# Йыгеватрефф
Йыгеватрефф (Jõgevatreff, Jõgeva Treff) — ежегодная международная встреча мотоциклистов в посёлке Куремаа уезда Йыгева (Эстония), a также самое большое собрание мотоциклистов в Эстонии. Мероприятие организует общественная организация Jõgeva MC.

### История
Йыгеватрефф — название байк-шоу известное многим байкерам разных стран. Первый "Трефф", в котором приняли участие порядка 100 мотоциклистов, провели на берегу Чудского озера в 1992 году, позже место проведения перенесли ближе к городу Йыгева. С тех пор мероприятие традиционно проходит рядом с озером Куремаа в одноимённом посёлке уезда Йыгева в последние выходные июля и длится несколько дней.
Создателем этой традиции и организатором первых съездов был легендарный местный мото-энтузиаст Игорь Эллиссон (10.06.1954 — 11.07.2021). В 2009 году Игорь Эллиссон был награждён Серебряным Крестом Йыгевасского уезда за заслуги в развитии туризма, в большей степени именно мототуризма, в 2011 году президент Эстонии наградил его Орденом Белой Звезды пятой степени, а в 2012 году его удостоили звания «Гражданин года» волости Йыгева.

### Проведение
Первые из пары тысяч участников прибывают уже в четверг. Территория, где проводится мероприятие, огорожена сетчатым забором, охраняется и содержится в чистоте на протяжении всего мероприятия*. В Куремаа есть гостевой дом** и бассейный комплекс***, где можно ежедневно пользоваться сауной в вечернее время и душем в течение всего дня. На территории лагеря есть точки водоснабжения и множество уличных туалетов, а также санузлы в зданиях, используемых для проведения мероприятия. На довольно большой сцене каждый вечер выступают разные группы, а днём проводятся развлекательные мероприятия. Для желающих имеются мотомаршруты на любой вкус, а также карты или гиды для их проведения. В субботу все желающие участники собираются в колонну и проезжают парадом по местным окрестностям с конечной остановкой на городской площади

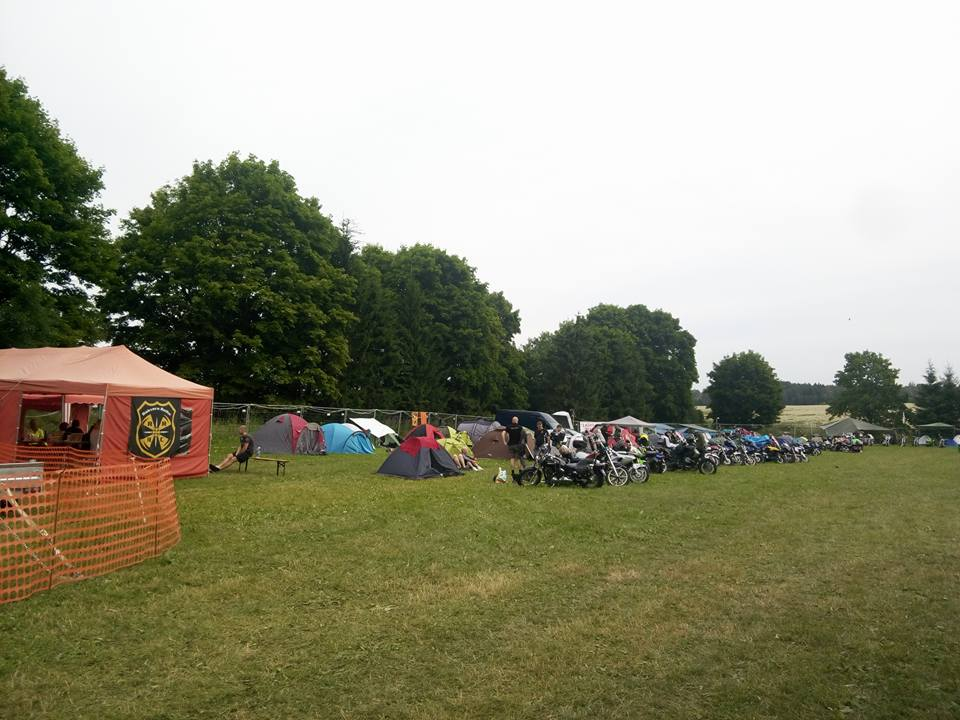
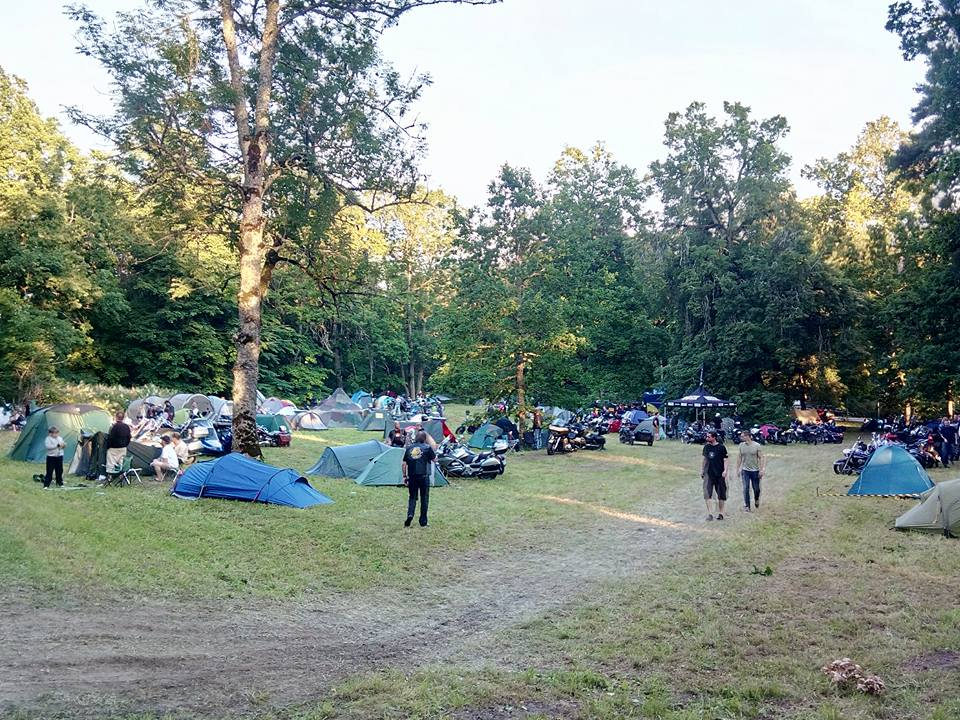
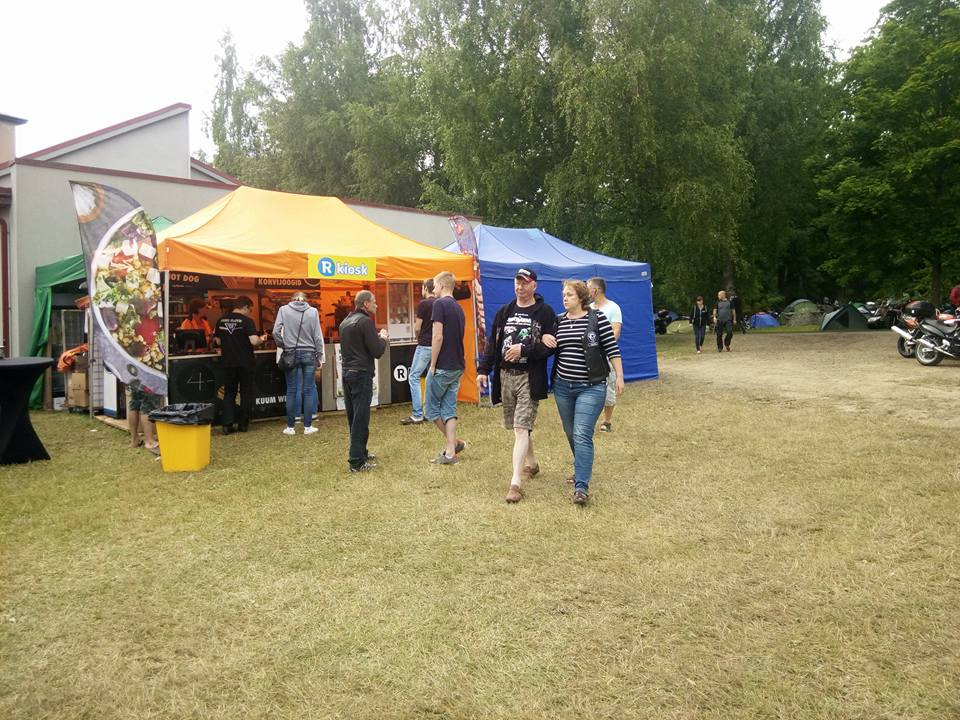
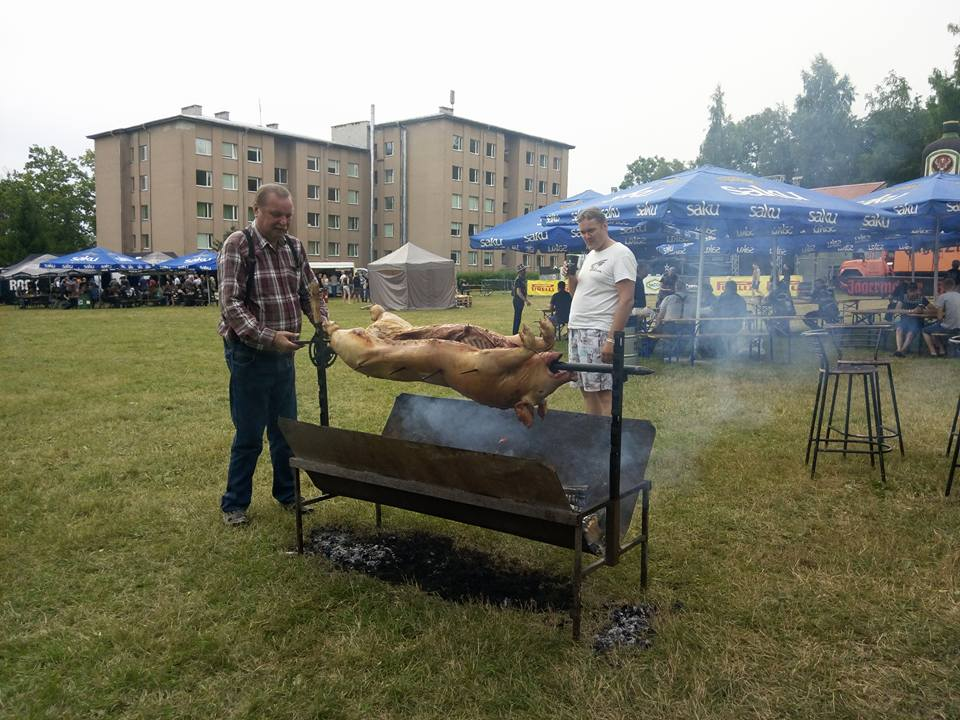

*охранники не впускают безбилетников и обеспечивают безопасность.
**количество мест в гостевом доме ограничено.
***бассейны не используются.

### Освещение в СМИ
Oсвещение местной прессой: телеканал Kanal 2 съезд 2009 года, съезд 2013 года, государственное телевидение ERR Aktuaalne kaamera- 2013, 2014, 2016,
таблоид Õhtuleht 1997, 1998, 1999, 2006, 2010, 2012, 2016, 2020, 2021, местная газета Vooremaa. 2014 Postimees 2020, 2021, 2022